# Bulevardul Eroilor de Cluj-Napoca

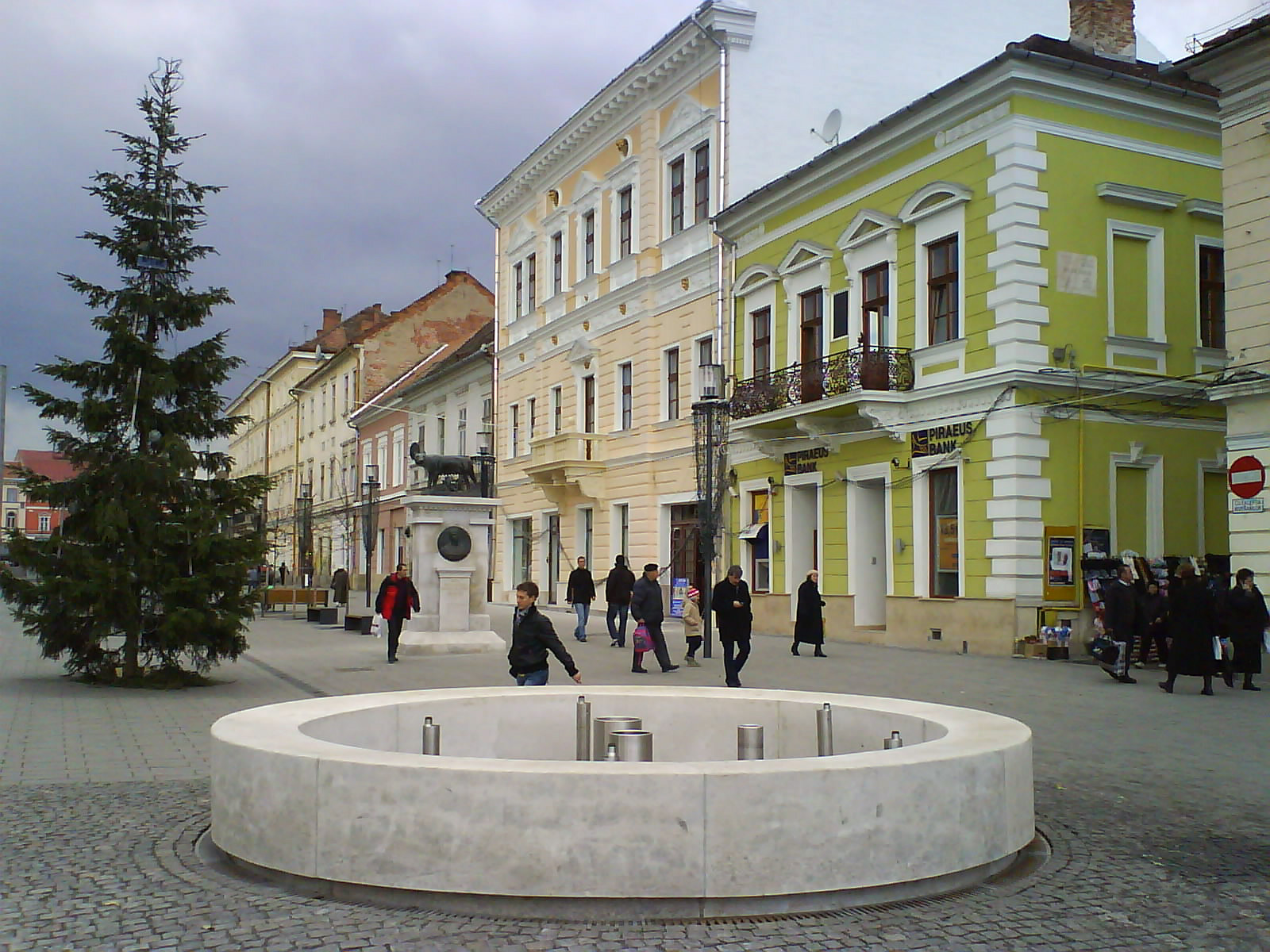
La part per a vianants del Bulevard dels Herois, amb l'estàtua de Lupa Capitolina i la Casa Bolyai (edifici verd)

Bulevardul Eroilor és una de les artèries més importants de Cluj-Napoca (Romania).
Des de finals del segle xix fins a l'any 1919 es va anomenar Deák Ferenc utca, en traducció "Carrer Ferenc Deák". En el període d'entreguerres es deia carrer Regina Maria, i en període comunista primer carrer Molotov, i des dels anys 60 carrer Dr. Petru Groza.
Durant l'any 2006 es va reconstruir completament el costat sud del carrer, que es va obrir al trànsit a finals del mateix any, mentre que el costat nord es va transformar en zona de vianants durant l'any 2007. Aquesta acció forma part d'un projecte més gran que també té com a objectiu la plaça Unirii.
El carrer és un dels principals carrers comercials de la ciutat. La primera seu de Banca Transsilvània també es troba al bulevar Eroilor, que després de traslladar-se al carrer Barițiu va ser rebaixada a la condició d'oficina.

## Galeria d'imatges

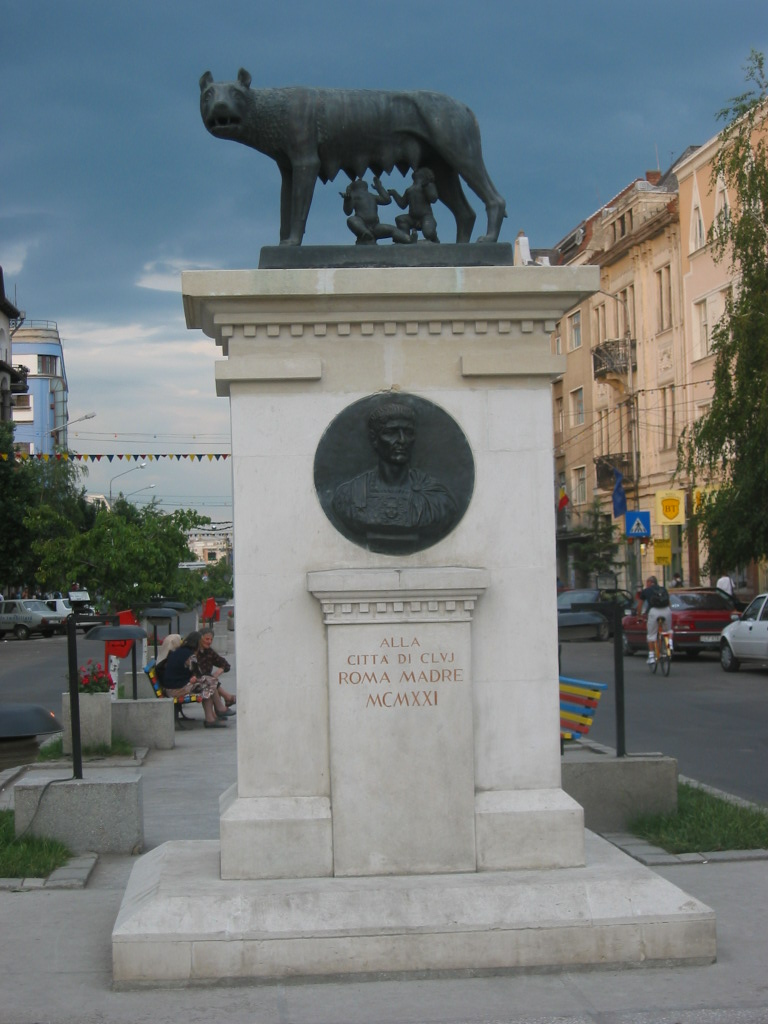
Statuia Lupa Capitolina
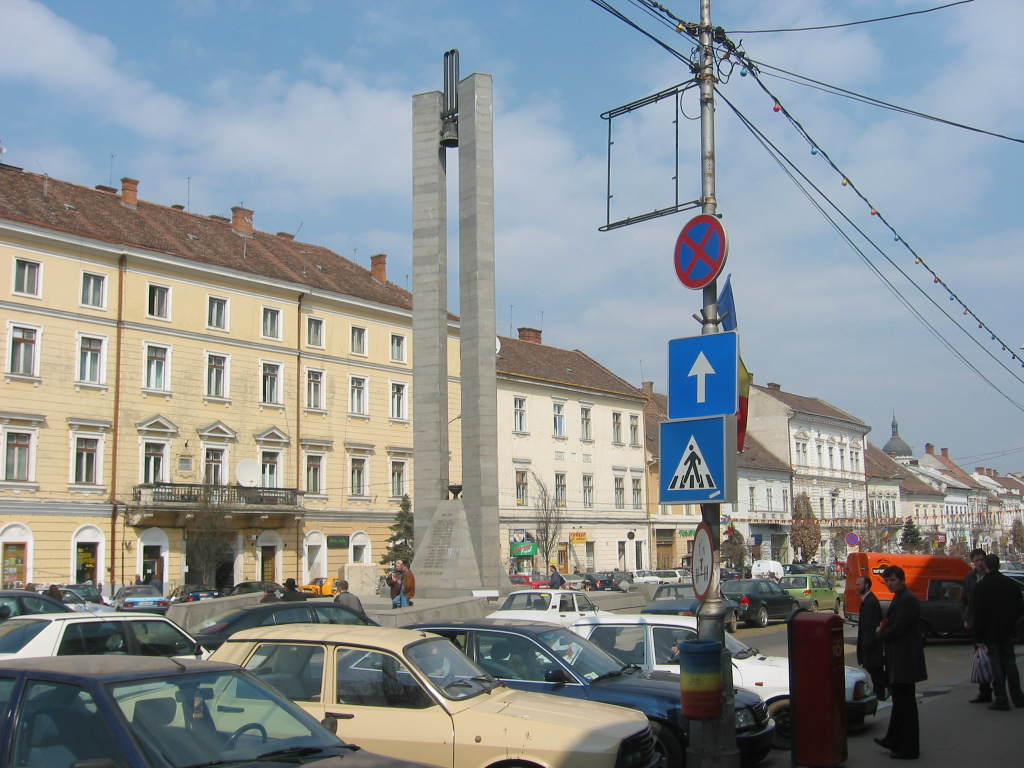
Monumentul Memorandiștilor
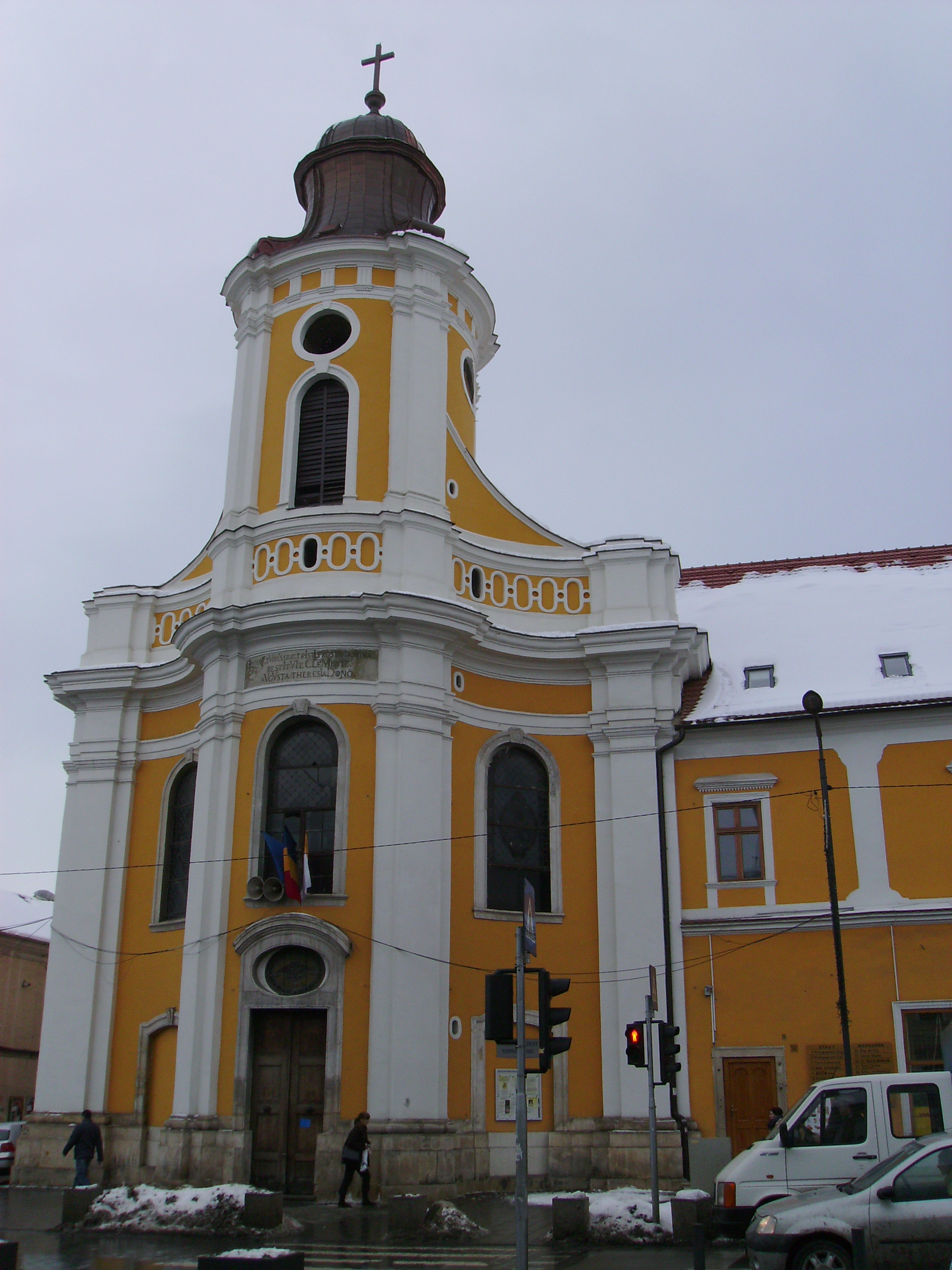
Catedrala Greco-Catolică "Schimbarea la Față"
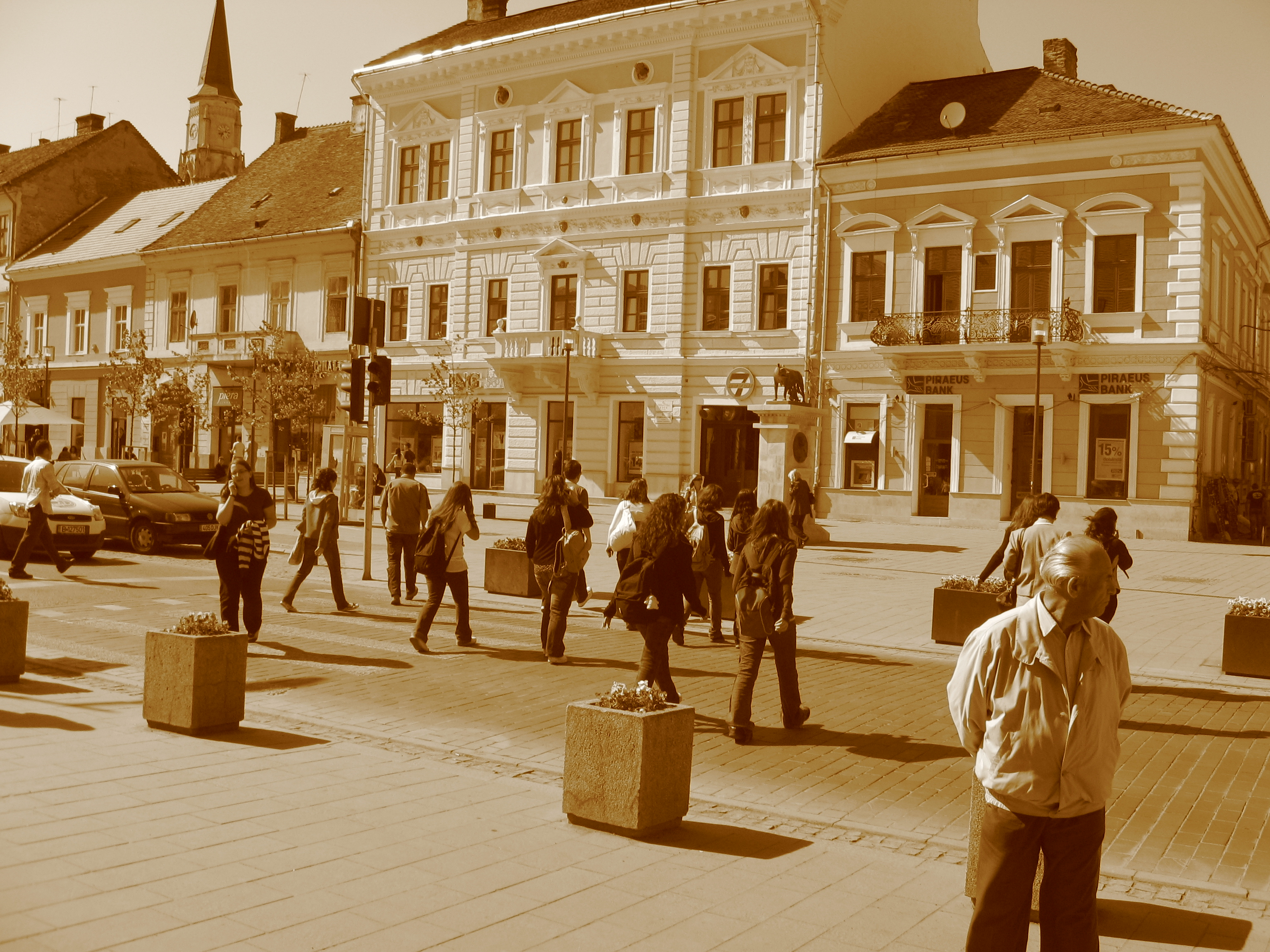
Trecere de pietoni (2009)